# 曼努埃尔·阿莫罗
曼努埃尔·阿莫罗（法語：Manuel Amoros，1962年2月1日—），前法國職業足球員，在場上司職右後衛。他為法國國家隊出場82次，並參加1984年和1992年的歐洲國家盃決賽週，以及1982年和1986年的世界盃決賽週。

## 球會生涯
阿莫羅斯出生於法國尼姆，他職業生涯的大部分時間都在法甲球會摩納哥效力。他於1991年的1991年歐洲冠軍球會盃決賽為馬賽射失12碼，最後貝爾格萊德紅星隊在12碼決勝中以5-3獲勝。

## 國際賽生涯
阿武羅斯出生在法國，父母是西班牙人，為了逃離弗朗西斯科·佛朗哥的政權而在法國定居，所以阿莫羅斯代表法國國家足球隊上陣。
正是在1982年和1986年的世界盃決賽週期間，他為法國上陣的比賽中脫穎而出。1982年準決賽對陣西德，他在89分鐘射中橫眉，在12碼決勝中，他為法國隊射入12碼，但是最終被淘汰。
1984年在法國舉行的歐洲國家盃，阿武羅斯展現他令人震驚的一面，在對陣丹麥的首場比賽中，他因頭撞丹麥中場謝斯柏·奧臣而被罰紅牌出場，並在其後三場停賽。然而，在對陣西班牙的決賽中，國家隊主教練米歇爾·伊達爾戈帶領法國隊在王子公園運動場以2-0取勝的比賽中讓他以後備入替出場。
在1986年的世界盃決賽週上，24歲的阿武羅斯被國際媒體評為當屆世界盃最佳左後衛。

## 領隊生涯
2010年6月，阿武羅斯被任命為科摩羅群島國家隊領隊，執教至2010年9月。2012年1月，他被任命為貝寧的新領隊，接替自2011年8月起執教的埃德梅·科喬。

## 榮譽
摩納哥
- 法甲：1981–82（英语：1981–82 French Division 1）, 1987–88（英语：1987–88 French Division 1）冠軍[2]
- 法國盃：1984–85（英语：1984–85 Coupe de France）[2]

馬賽
- 法甲： 1989–90（英语：1989–90 French Division 1）, 1990–91（英语：1990–91 French Division 1）, 1991–92（英语：1991–92 French Division 1）冠軍[2]
- 歐聯: 1992-93冠軍; 1990–91亞軍

法國
- 歐洲國家盃：1984冠軍[2]
- 世界盃：1986季軍

個人
- 國際足協世界盃最佳年青球員: 1982
- 金球獎: 1984
- 法國年度最佳球員: 1986
- 世界盃全明星隊: 1986
- 國際足協 XI: 1986[8]

## 外部連結
- 上的曼努埃尔·阿莫罗（法語）
- 曼努埃尔·阿莫罗在 National-Football-Teams.com 上的出场纪录
- 曼努埃尔·阿莫罗 coach profile at Soccerway
- Profile （页面存档备份，存于） at Soccerpunter.com
- 曼努埃尔·阿莫罗在FootballDatabase.eu中的档案
- worldfootball.net：曼努埃尔·阿莫罗之統計數據 （英文）